# Buxbaumia minakatae
Buxbaumia minakatae är en bladmossart som beskrevs av S. Okamura 1911. Buxbaumia minakatae ingår i släktet sköldmossor, och familjen Buxbaumiaceae. Inga underarter finns listade i Catalogue of Life.